# Rhamnus
Rhamnus là danh pháp khoa học của một chi thực vật trong họ Rhamnaceae. Khi hiểu theo nghĩa rộng thì nó chứa khoảng 200 loài được công nhận, còn khi hiểu theo nghĩa hẹp hơn thì nó là chứa khoảng 140 loài cây bụi hoặc cây gỗ nhỏ được công nhận. Trong bài này Rhamnus được hiểu theo nghĩa hẹp, với sự tách ra của chi Frangula. Trường hợp tách tiếp các chi như Atadinus, Endotropis, Ventia thì số lượng loài của nó sẽ giảm tương ứng với các loài được tách ra này. Chi tiết về các loài Frangula xem tại bài về chi này.
Tên gọi các loài Rhamnus trong một số ngôn ngữ như tiếng Nga, tiếng Pháp, tiếng Trung và tiếng Anh tương ứng là жостер, nerprun, 鼠李 và buckthorn; được một số tài liệu và từ điển dịch tương ứng thành hắc mai (nghĩa đen là cây mơ đen), táo đen, thử lý (nghĩa đen là mận chuột) và không dịch thành tên Việt với nghĩa đen là gai hươu. Về tên gọi tiếng Việt cho các loài ở Việt Nam, xem Tên gọi dưới đây.

## Phân bố
Chi Rhamnus có sự phân bố gần như toàn cầu, với khoảng 140 loài có nguồn gốc từ các vùng ôn đới đến nhiệt đới, phần lớn các loài đến từ Đông Á và Bắc Mỹ, với một số ít loài ở Châu Âu và Châu Phi.
Các loài ở Bắc Mỹ bao gồm R. alnifolia xuất hiện trên khắp lục địa, R. lanceolata ở miền trung và đông nam, R. crocea ở phía tây. Mặc dù không có nguồn gốc từ khu vực này, R. cathartica có thể được tìm thấy ở Bắc Mỹ. Ở Nam Mỹ, R. diffusa là một loại cây bụi nhỏ có nguồn gốc từ các rừng mưa ôn đới Valdivia của Chile.

## Đặc điểm
Các loài của Rhamnus là cây bụi hoặc cây gỗ nhỏ đến trung bình, cao 1–10 mét (3,3–32,8 ft), hiếm khi cao đến 15 mét (49 ft), với tán lá sớm rụng hoặc hiếm khi là thường xanh; có nguồn gốc chủ yếu ở Đông Á và Bắc Mỹ, nhưng cũng được tìm thấy trên khắp vùng ôn đới và cận nhiệt đới ở Bắc bán cầu, và nhiều nơi ở vùng cận nhiệt đới Nam bán cầu  trong một số khu vực thuộc Châu Phi và Nam Mỹ. Loài R. cathartica bản địa Châu Âu có thể phát triển như một loài thực vật xâm lấn ở các vùng của Canada và Hoa Kỳ, nơi nó đã tự nhiên hóa.
Các cành hoặc là không có gai hoặc là kết thúc bằng một gai gỗ. Tên gọi thông thường trong tiếng Anh là buckthorn (nghĩa đen là gai hươu) bắt nguồn từ các gai gỗ nhọn ở tận cùng mỗi cành cây có ở nhiều loài. Các loài với lá sớm rụng và lá thường xanh đều có trong chi này. Các lá của chúng là lá đơn, dài 3–15 xentimét (1,2–5,9 in), mọc cách (so le), mọc đối hoặc gần như tạo thành cặp đôi (gần mọc đối). Phiến lá không phân chia và gân lá lông chim. Các mép lá có răng cưa hoặc hiếm khi nguyên. Một đặc điểm khác biệt của nhiều loài Rhamnus là đường gân lá cong lên về phía chóp đỉnh lá. Hầu hết các loài có hoa nhỏ, màu xanh lục ánh vàng, lưỡng tính hoặc đơn tính, hiếm khi hoa tạp tính; mọc đơn lẻ hoặc trong các xim hoa ở nách lá, chúng là cành hoa hoặc chùy hoa dạng xim chứa một vài hoa. Đài hoa hình chuông đến hình chén, với 4 hoặc 5 lá đài hình trứng-hình tam giác, có gờ khác biệt nhiều hay ít ở mặt gần trục. Cánh hoa 4 hoặc 5 nhưng một số loài có thể thiếu cánh hoa. Cánh hoa ngắn hơn lá đài. Hoa có 4 hoặc 5 nhị hoa được các cánh hoa có chiều dài bằng hoặc ngắn hơn bao quanh. Bao phấn đính lưng. Bầu nhụy thượng, rời, thuôn tròn, với 2-4 ngăn. Chúng ra quả là quả hạch giống như quả mọng có màu đen hoặc đỏ, chứa 2-4 hạch, hình trứng ngược-hình cầu hoặc hình cầu. Hạt hình trứng ngược hoặc thuôn dài-hình trứng ngược, không rãnh hoặc có mép ở mặt xa trục hoặc ở mặt bên với một rãnh dài, hẹp. Hạt có nội nhũ mọng thịt.
Các loài Rhamnus có thể bị nhầm lẫn với giác mộc (Cornus), do chúng có chung đặc điểm là hệ gân lá cong; trên thực tế, "giác mộc" cũng là tên địa phương của R. prinoides ở miền nam Châu Phi. Hai loại cây này rất dễ phân biệt bằng cách xé rách từ từ một chiếc lá; sơn thù du sẽ tiết ra những sợi nhựa mủ mỏng màu trắng, trong khi Rhamnus thì không.

## Phân loại
Tới nay tồn tại hai xu hướng trong việc xác định giới hạn chi Rhamnus là:
- Xu hướng thứ nhất hiểu Rhamnus theo nghĩa hẹp, với sự tách ra của các chi Frangula, Alaternus và Oreoherzogia hoặc duy trì Rhamnus bao gồm cả Alaternus và Oreoherzogia, nhưng tách riêng chi Frangula.
- Xu hướng thứ hai hiểu Rhamnus theo nghĩa rộng, với sự gộp tất cả các chi Frangula, Alaternus và Oreoherzogia vào trong Rhamnus.

Công trình mang tính bao hàm toàn diện đầu tiên trong việc tách riêng chi Frangula là của Grubov (1949). Các phân loại học liên quan tới Rhamnus tại Châu Âu theo xu hướng này của Grubov,  nhưng các phân loại học thực vật Tân Thế giới lại theo hướng hiểu Rhamnus theo nghĩa rộng.
Năm 2004, phân tích phát sinh chủng loài của Bolmgren và Oxelman cho thấy cả Alaternus, Frangula và Oreoherzogia đều có sự hỗ trợ mạnh cũng như hỗ trợ cho sự công nhận Frangula là một chi đơn ngành. Dung giải giữa Alaternus, Oreoherzogia và phần còn lại của Rhamnus s.str. ít rõ ràng, vì thế các tác giả đề xuất phục hồi chi Frangula.
Năm 2013, Amy Pool đã thực hiện tiếp việc tách Frangula ra khỏi Rhamnus. Hiện nay, các cơ sở dữ liệu thực vật như POWO, Tropicos, WCVP đều ghi nhận việc tách riêng của Frangula.
Về mặt hình thái học, các đặc trưng thuyết phục nhất để công nhận Frangula bao gồm thiếu các vảy chồi nụ, hạch quả không nứt, hạt nhẵn bóng với mỏ ở đáy dạng sụn dày lên thò ra qua đáy của hạch quả. Ngược lại, ở Rhamnus thì có các vảy chồi nụ, hạch quả nứt ở mặt bụng và hạt có rãnh, không có phần dày lên ở đáy và được bao bọc hoàn toàn trong hạch quả trước khi nứt.
Các đặc trưng phân biệt khác bao gồm:
- Ở Frangula hoàn toàn không có gai; lá chủ yếu mọc so le (hiếm khi mọc đối); hoa lưỡng tính thường mẫu 5 (hiếm khi mẫu 4); chén hoa nứt theo đường vòng ở xa phía dưới đáy lá đài (hiếm khi không nứt); lá đài mọng với gờ rõ nét; cánh hoa khá phát triển, có vuốt ở đáy; bầu nhụy thường 3 ngăn (hiếm khi 2); vòi nhụy đơn, thường không thò ra, với đầu nhụy chẻ ba; hạch quả không nứt, mở tại đáy.
- Ở Rhamnus thì gai có hoặc không; lá mọc so le hoặc mọc đối hoặc cả hai; hoa hoặc đơn tính hoặc lưỡng tính mẫu 4 hoặc 5 nhưng chủ yếu là đơn tính mẫu 4; chén hoa không nứt theo đường vòng (hiếm khi nứt tại hoặc ngay phía dưới đáy lá đài); lá đài thường mỏng dạng giấy với gờ không rõ nét; cánh hoa kém phát triển, không có vuốt ở đáy hoặc đôi khi không có cánh hoa ở các hoa cái; bầu nhụy 2-4 ngăn; vòi nhụy với 2-4 khe chẻ, thường thò ra, với đầu nhụy đơn; hạch quả nứt, đóng tại đáy trước khi nứt.

## Các loài
Danh sách 137 loài và 6 loài lai ghép lấy theo Plants of the World Online.
- Rhamnus alaternus L., 1753: Ven Địa Trung Hải. Du nhập vào California, quần đảo Canary, Krym, miền bắc New Zealand.
- Rhamnus alnifolia L'Hér., 1789: Canada, Hoa Kỳ.
- Rhamnus alpina L., 1753: Tây nam và nam Trung Âu, tây bắc châu Phi.
- Rhamnus arguta Maxim., 1866: Đông bắc Trung Quốc. Du nhập vào Hoa Kỳ (Illinois, Indiana).
- Rhamnus arnottiana Gardner ex Thwaites, 1858: Sri Lanka.
- Rhamnus aurea Heppeler, 1928: Trung Quốc (Vân Nam).
- Rhamnus baldschuanica Grubov, 1950: Trung Á tới Afghanistan.
- Rhamnus biglandulosa Sessé & Moc., 1888: Mexico (Guerrero).
- Rhamnus bodinieri H.Lév., 1912: Miền đông Nepal, tây nam Trung Quốc (nam và đông nam Vân Nam, tây Quý Châu, tây bắc Quảng Tây), Việt Nam.
- Rhamnus brachypoda C.Y.Wu, 1979 (nguyên văn công bố là R. brachpoda): Đông nam Trung Quốc tới Quý Châu.
- Rhamnus bungeana J.J.Vassil., 1940: Miền bắc và đông Trung Quốc.
- Rhamnus calderoniae R.Fern., 1996: Mexico (Oaxaka).
- Rhamnus cathartica L., 1753: Loài điển hình của chi. Từ châu Âu đến miền tây Siberi và Iran, tây bắc châu Phi, du nhập vào Hoa Kỳ.
- Rhamnus collettii Bhandari & Bhansali, 1984: Himachal Pradesh.
- Rhamnus cordata Medw., 1912: Miền tây Kavkaz.
- Rhamnus coriophylla Hand.-Mazz., 1933: Trung Quốc, từ Vân Nam tới Quảng Đông.
- Rhamnus cornifolia Boiss. & Hohen., 1849: Đông nam Thổ Nhĩ Kỳ, Iraq, tây nam và nam Iran.
- Rhamnus costata Maxim., 1866: Từ miền trung tới miền nam Nhật Bản.
- Rhamnus crenulata Aiton, 1789: Quần đảo Canary.
- Rhamnus crocea Nutt., 1838: California tới miền bắc Mexico.
- Rhamnus dalianensis S.Y.Li & Z.H.Ning, 1988: Trung Quốc (Liêu Ninh).
- Rhamnus daliensis G.S.Fan & L.L.Deng, 1997: Trung Quốc (Vân Nam).
- Rhamnus dauurica Pall., 1776 (công bố là R. dauuricus, các cách viết khác: R. davurica, R. dahurica, R. dahuricus): Từ đông nam Siberi tới bán đảo Triều Tiên, Nhật Bản, Mông Cổ, đông bắc Trung Quốc. Du nhập vào Hoa Kỳ.
- Rhamnus depressa Grubov, 1950: Kavkaz, đông bắc Thổ Nhĩ Kỳ.
- Rhamnus diffusa Clos, 1847: Phía nam miền trung Chile.
- Rhamnus disperma Ehrenb. ex Boiss., 1888: Trung Đông, Ai Cập.
- Rhamnus dolichophylla Gontsch., 1934: Trung Á.
- Rhamnus dumetorum C.K.Schneid., 1914: Từ Tây Tạng tới trung và nam Trung Quốc.
- Rhamnus erythroxyloides Hoffmanns., 1833: Afghanistan, Iran, Iraq, Kazakhstan, Bắc Kavkaz, Transkavkaz, Thổ Nhĩ Kỳ, Turkmenistan.
- Rhamnus erythroxylum Pall., 1776: Đông nam Siberi tới đông bắc Trung Quốc.
- Rhamnus esquirolii H.Lév., 1912: Trung Quốc (Hồ Bắc, Tứ Xuyên, Vân Nam).
- Rhamnus fallax Boiss., 1856: Ven Địa Trung Hải, từ Áo, Italia về phía đông tới Thổ Nhĩ Kỳ và Lebanon.
- Rhamnus flavescens Y.L.Chen & P.K.Chou, 1980: Từ đông Tây Tạng tới tây Tứ Xuyên.
- Rhamnus formosana Matsum., 1898: Đài Loan.
- Rhamnus fulvo-tincta F.P.Metcalf, 1938: Trung Quốc (Quảng Đông, Quảng Tây, Tứ Xuyên).
- Rhamnus gilgiana Heppeler, 1928: Trung Quốc (Tứ Xuyên, Vân Nam).
- Rhamnus glandulosa Aiton, 1789: Quần đảo Canary, Madeira.
- Rhamnus glaucophylla Sommier, 1894: Tây bắc Italia.
- Rhamnus globosa Bunge, 1833 không Siebold & Zucc., 1845: Miền đông Trung Quốc.
- Rhamnus grandiflora C.Y.Wu, 1979: Trung Quốc (Quý Châu, Tứ Xuyên).
- Rhamnus grubovii I.M.Turner, 2014: Tadzhikistan, Turkmenistan, tây nam Tân Cương.
- Rhamnus hainanensis Merr. & Chun, 1935: Trung Quốc (Hải Nam), Việt Nam.
- Rhamnus hemsleyana C.K.Schneid., 1908: Trung Quốc (từ tây nam Thiểm Tây tới Vân Nam).
- Rhamnus heterophylla Oliv., 1888: Miền trung Trung Quốc.
- Rhamnus hirtella Boiss., 1872: Thổ Nhĩ Kỳ.
- Rhamnus hupehensis C.K.Schneid., 1914: Trung Quốc (tây Hồ Bắc).
- Rhamnus imeretina Booth, Petz ex G.Kirchn., 1864: Từ miền đông Thổ Nhĩ Kỳ tới Kavkaz.
- Rhamnus infectoria L., 1767: Tây Ban Nha, miền nam Pháp, miền nam Italia, Sicilia.
- Rhamnus integrifolia DC., 1813 không Spreng. ex Meisn., 1864: Quần đảo Canary.
- Rhamnus ishidae Miyabe & Kudô, 1924: Nhật Bản (Hokkaido).
- Rhamnus iteinophylla C.K.Schneid., 1908: Trung Quốc (Hồ Bắc, Tứ Xuyên, Vân Nam).
- Rhamnus japonica Maxim., 1866: Nhật Bản (Hokkaido, tây Honshu).
- Rhamnus javanica Miq., 1856: Indonesia (Java), New Guinea, Philippines, Việt Nam.
- Rhamnus kanagusukii Makino, 1912: Nhật Bản (Okinawa).
- Rhamnus kayacikii Yalt. & P.H.Davis, 1967: Miền đông Thổ Nhĩ Kỳ.
- Rhamnus kurdica Boiss. & Hohen., 1843: Iran, Iraq, Lebanon, Syria, đông Thổ Nhĩ Kỳ.
- Rhamnus kwangsiensis Y.L.Chen & P.K.Chou, 2011: Trung Quốc (đông bắc Quảng Tây).
- Rhamnus lamprophylla C.K.Schneid., 1908: Hoa Nam.
- Rhamnus lanceolata Pursh, 1813: Miền trung và đông nam Hoa Kỳ.
- Rhamnus laoshanensis D.K.Zang, 1999: Trung Quốc (Sơn Đông).
- Rhamnus ledermannii Lauterb., 1925: New Guinea.
- Rhamnus leptacantha C.K.Schneid., 1914: Trung Quốc (Hồ Bắc, Tứ Xuyên).
- Rhamnus leptophylla C.K.Schneid., 1908: Miền trung và nam Trung Quốc.
- Rhamnus libanotica Boiss., 1854: Lebanon, Syria, Thổ Nhĩ Kỳ.
- Rhamnus liboensis Y.F.Deng, 2012: Trung Quốc (Quý Châu).
- Rhamnus liukiuensis (E.H.Wilson) Koidz., 1935: Từ Kyushu (Nhật Bản) về phía nam tới miền trung Đài Loan.
- Rhamnus lojaconoi Raimondo, 1980: Italia (Sicilia).
- Rhamnus ludovici-salvatoris Chodat, 1909: Miền đông Tây Ban Nha và quần đảo Baleares.
- Rhamnus lycioides L., 1762 không Pall., 1773: Tây Ban Nha và quần đảo Baleares.
- Rhamnus maximovicziana J.J.Vassil., 1940: Mông Cổ, miền bắc Trung Quốc tới tây bắc Tứ Xuyên.
- Rhamnus microcarpa Boiss., 1872: Từ miền đông Thổ Nhĩ Kỳ tới Kavkaz.
- Rhamnus mildbraedii Engl., 1908: Rwanda.
- Rhamnus minnanensis K.M.Li, 1989: Trung Quốc (Phúc Kiến).
- Rhamnus mollis Merr., 1922: Philippines.
- Rhamnus mongolica Y.Z.Zhao & L.Q.Zhao, 2006: Trung Quốc (Nội Mông).
- Rhamnus montana Govaerts, ? [Rosten., 1879-80 nomen]: Afghanistan, Iran, Pakistan, Tây Tạng, Tây Himalaya.
- Rhamnus myrtifolia Willk., 1852: Bắc Phi, Tây Ban Nha.
- Rhamnus nakaharae (Hayata) Hayata, 1911: Đài Loan.
- Rhamnus napalensis (Wall.) M.A.Lawson, 1875 (Năm 1824 Nathaniel Wallich công bố loài với danh pháp Ceanothus napalansis theo mẫu ông thu thập tại Nepal (ông viết là Nipal).[22] Năm 1875, Marmaduke Alexander Lawson chuyển nó sang chi Rhamnus và đổi danh pháp thành R. nipalensis, với Nepal cũng được viết là Nipal.[23] Tuy nhiên, hiện nay các cơ sở dữ liệu thực vật học như IPNI, Tropicos đều dùng danh pháp R. napalensis, nhưng một số nguồn khác dùng R. nepalensis): Madagascar, Nam Á (Ấn Độ, Nepal), miền nam Trung Quốc, Đông Nam Á tới New Guinea và quần đảo Society.
- Rhamnus nigrescens Lauterb., 1922: New Guinea.
- Rhamnus nigricans Hand.-Mazz., 1925: Trung Quốc (Vân Nam).
- Rhamnus ninglangensis Y.L.Chen, 2007: Trung Quốc (Tứ Xuyên, Vân Nam).
- Rhamnus nitida P.H.Davis, 1956: Tây nam Thổ Nhĩ Kỳ.
- Rhamnus oleoides L., 1762 không Lam., 1779: Vùng ven phía bắc và nam Địa Trung Hải (không có ở miền đông), bán đảo Ả Rập.
- Rhamnus orbiculata Bornm., 1887: Thổ Nhĩ Kỳ và miền tây bán đảo Balkan.
- Rhamnus papuana Lauterb., 1922: New Guinea.
- Rhamnus parvifolia Bunge, 1833 không Turcz., 1837 không Torr. & A.Gray, 1838: Từ đông nam Siberi, Mông Cổ, bán đảo Triều Tiên tới Đài Loan, đông nam Trung Quốc. Cũng được ghi nhận ở Thái Lan.
- Rhamnus pentapomica R.Parker, 1921: Miền đông Afghanistan, Pakistan, Tây Himalaya.
- Rhamnus persica Boiss., 1843: Từ tây nam Iran về phía đông tới tây Pakistan.
- Rhamnus persicifolia Moris, 1828: Italia (Sadegna).
- Rhamnus petiolaris Boiss. & Balansa, 1856: Tây bắc Iraq, Lebanon, Syria, Thổ Nhĩ Kỳ.
- Rhamnus philippinensis C.B.Rob., 1911: Philippines.
- Rhamnus pichleri C.K.Schneid. & Bornm. ex Bornm., 1931: Từ miền đông quần đảo Aegean (Hy Lạp) tới tây nam Thổ Nhĩ Kỳ.
- Rhamnus pilushanensis Y.C.Liu & C.M.Wang, 1990: Đài Loan.
- Rhamnus prinoides L'Hér., 1789: Các dãy núi ở miền đông châu Phi, từ Eritrea tới Angola, Nam Phi. Cũng ghi nhận tại Cameroon và Yemen.
- Rhamnus procumbens Edgew., 1846: Vùng ven Himalaya, Myanmar.
- Rhamnus prunifolia Sm., 1806: Hy Lạp.
- Rhamnus pulogensis Merr., 1910: Philippines.
- Rhamnus pumila Turra, 1767: Các dãy núi ở Trung và Nam Âu, Morocco.
- Rhamnus punctata Boiss., 1843: Lebanon, Syria, Palestine, nam Thổ Nhĩ Kỳ.
- Rhamnus purandharensis Bhandari & Bhansali, 1984: Ấn Độ (Maharashtra).
- Rhamnus purpurea Edgew., 1846: Từ miền bắc Pakistan tới Himalaya.
- Rhamnus pyrella O.Schwarz, 1944: Tây nam Thổ Nhĩ Kỳ.
- Rhamnus qianweiensis Z.Y.Zhu, 1986: Trung Quốc (Tứ Xuyên).
- Rhamnus rhodopea Velen., 1891: Đông nam bán đảo Balkan tới Thổ Nhĩ Kỳ.
- Rhamnus rosei M.C.Johnst. & L.A.Johnst., 1978: Mexico.
- Rhamnus rosthornii E.Pritz., 1900: Miền trung Trung Quốc (tới Quảng Tây).
- Rhamnus rugulosa Hemsl., 1886: Viễn Đông Nga, Trung Quốc, bán đảo Triều Tiên, Nhật Bản.
- Rhamnus sargentiana C.K.Schneid., 1914: Từ Tây Tạng tới miền trung Trung Quốc và Myanmar.
- Rhamnus saxatilis Jacq., 1762: Châu Âu (trừ đảo Anh, Đan Mạch, bán đảo Scandinavia và từ Ba Lan, Ucraina về phía đông).
- Rhamnus schlechteri Lauterb., 1922: New Guinea.
- Rhamnus seravschanica (Kom.) Kamelin, 1981: Tadzhikistan.
- Rhamnus serpyllacea Greuter & Burdet, 1989: Morocco.
- Rhamnus serrata Humb. & Bonpl. ex Willd., 1819: Từ tây nam Hoa Kỳ về phía nam tới Guatemala.
- Rhamnus sibthorpiana Roem. & Schult., 1819: Miền nam Hy Lạp.
- Rhamnus smithii Greene, 1896: Hoa Kỳ (Colorado, New Mexico).
- Rhamnus songorica Gontsch., 1936: Kazakhstan, Kirgizstan, Trung Quốc (Tân Cương).
- Rhamnus staddo A.Rich., 1847: Miền đông châu Phi; từ Ethiopia, Eritrea về phía tây và nam tới Cộng hòa Dân chủ Congo, Tanzania cũng như tại miền nam bán đảo Ả Rập.
- Rhamnus standleyana C.B.Wolf, 1938: Mexico.
- Rhamnus subapetala Merr., 1942: Trung Quốc (Vân Nam, Quảng Tây), miền bắc Việt Nam.
- Rhamnus sumatrensis Ridl., 1923: Sumatra.
- Rhamnus sumbawana Lauterb., 1922: Quần đảo Sunda Nhỏ.
- Rhamnus tangutica J.J.Vassil., 1940: Từ đông Tây Tạng tới miền Trung Quốc (tây Hà Nam).
- Rhamnus taquetii (H.Lév. & Vaniot) H.Lév., 1912: Hàn Quốc.
- Rhamnus thymifolia Bornm., 1931: Miền tây Thổ Nhĩ Kỳ.
- Rhamnus tonkinensis Pit., 1912: Việt Nam.
- Rhamnus tortuosa Sommier & Levier, 1894: Kavkaz.
- Rhamnus triquetra (Wall.) Brandis, 1874: Từ đông bắc Pakistan tới tây Nepal và tây bắc Ấn Độ.
- Rhamnus tzekweiensis Y.L.Chen & P.K.Chou, 1979: Trung Quốc (tây Hồ Bắc).
- Rhamnus utilis Decne., 1857: Từ Viễn Đông Nga qua miền đông Trung Quốc về phía nam tới miền bắc Việt Nam, về phía tây tới Mông Cổ. Du nhập vào Nhật Bản và đông bắc Hoa Kỳ.
- Rhamnus velutina Boiss., 1838: Đông nam Tây Ban Nha, Morocco, Tunisia.
- Rhamnus virgata Roxb., 1820: Từ miền đông Afghanistan về phía đông và phía nam tới Ấn Độ, Myanmar, Nepal, Pakistan, Thái Lan, tây nam Trung Quốc.
- Rhamnus wightii Wight & Arn., 1834: Ấn Độ, Nepal, Sri Lanka.
- Rhamnus wilsonii C.K.Schneid., 1914: Đông nam Trung Quốc tới Quý Châu.
- Rhamnus wumingensis Y.L.Chen & P.K.Chou, 1979: Trung Quốc (Quảng Tây).
- Rhamnus xizangensis Y.L.Chen & P.K.Chou, 1980: Trung Quốc (từ đông nam Tây Tạng tới tây bắc Vân Nam).
- Rhamnus yoshinoi Makino, 1904: Đông bắc Trung Quốc, bán đảo Triều Tiên, miền trung tới nam Nhật Bản.

### Lai ghép
- Rhamnus × bermejoi P.Fraga & Rosselló, 2008: Quần đảo Baleares.
- Rhamnus × gayeri Kárpáti ex Soó, 1933: Hungary, Nam Tư cũ.
- Rhamnus × intermedia Steud. & Hochst., 1827: Albania, Nam Tư cũ.
- Rhamnus × pissjaukovae O.A.Popova, 2007: Đông nam Siberi.
- Rhamnus × spathulifolia Fisch. & C.A.Mey., 1838: Từ miền đông Kavkaz tới miền bắc Iran.
- Rhamnus × woloszczakii Kárpáti, 1937: Nam Tư cũ.

## Các loài ở Việt Nam
Theo POWO, ở Việt Nam có 7 loài Rhamnus theo nghĩa hẹp như sau:
- Rhamnus bodinieri
- Rhamnus hainanensis
- Rhamnus javanica
- Rhamnus napalensis
- Rhamnus subapetala
- Rhamnus tonkinensis
- Rhamnus utilis

và 4 loài Frangula như dưới đây.
- Frangula crenata
- Frangula grisea
- Frangula henryi
- Frangula longipes

### Tên gọi
Tên gọi của các loài trong tiếng Việt chưa có sự thống nhất, có thể là do số lượng loài ít, sinh sống trong rừng khó tìm thấy và ít giá trị. Phạm Hoàng Hộ (1999) trong Cây cỏ Việt Nam Quyển 2, khi viết về các mục từ từ 5749 (trang 447) đến 5758 (trang 449) chỉ có tên gọi cho mục từ 5750 R. crenatus (= Frangula crenata) là bút mèo, vang trầm. Các tác giả khác như:
- Nguyễn Thái Bình (2012)[25] tại Phụ lục 01 mục từ 629 gọi R. nepanensis ([sic] = R. napalensis) là táo rừng, trùng với tên gọi thông thường của Ziziphus oenoplia.
- Nguyễn Tuấn Bằng (2014)[26] tại Phụ lục 1 Mục từ 371 gọi R. crenata (= F. crenata) là mận rừng.
- Nguyễn Thị Hoa (2015)[27] gọi Rhamnus và các loài R. henryi (= F. henryi), R. crenata (= F. crenata) và các thứ R. crenata var. crenata, R. crenata var. parvifolia, R. longipes (= F. longipes), R. grisea (= F. grisea), R. bodinieri, R. hainanensis và R. napalensis tương ứng là chi Mận rừng, mận rừng henryi, mận rừng, mận rừng, mận rừng lá nhỏ, mận rừng cuống dài, mận rừng cám, mận rừng bodinieri, mận rừng hải nam, cồng cua.
- Đinh Thị Hoa (2017)[28] tại Phụ lục 01 các mục từ 762-765 gọi R. bodinieri là mận rừng bodinier, R. crenatus (= F. crenata) là mận rừng, R. henryi (= F. henryi) là mận rừng henry, R. nepalensis (= R. napalensis) là cồng cua.
- Trần Văn Hải (2020)[29] tại trang 204 (mục từ 969 Bảng 3.11) và trang 349 (Danh lục cây chữa mụn nhọt) gọi R. crenata (= F. crenata) là bốt mèo.

## Sử dụng

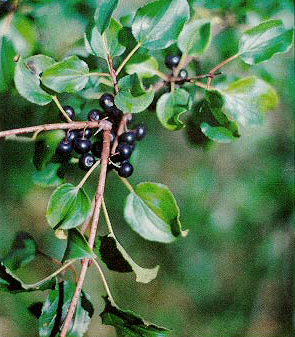
Rhamnus cathartica.

Quả của hầu hết các loài có chứa chất nhuộm màu vàng và hạt giàu protein. Dầu từ hạt được sử dụng để làm dầu bôi trơn, mực in và xà phòng. Nhiều loài đã từng được sử dụng để sản xuất thuốc nhuộm. R. utilis cung cấp màu xanh lục Trung Hoa, một loại thuốc nhuộm màu xanh lục-vàng được sử dụng để tạo ra màu xanh lục sáng cho lụa và len. Một loài khác, R. saxatilis, cung cấp thuốc nhuộm màu vàng "quả mọng Ba Tư", được làm từ quả.
Một số loài có thể gây ra bệnh đa dây thần kinh mất myelin viêm nhiễm mạn tính.
R. cathartica, một loài bản địa phổ biến rộng ở Châu Âu từng được sử dụng trong quá khứ như một loại thuốc nhuận tràng. Ở nước Anh vào giữa thế kỷ 17 thì nó là loại thuốc nhuận tràng bản địa duy nhất. Nó còn được biết đến trước thời kỳ của Linnaeus với tên gọi Spina Cervina. Quả giống như quả mọng của Spina Cervina có màu đen và chứa nước quả màu ánh xanh lục, cùng với 4 hạt mỗi quả; điều này giúp phân biệt chúng với những quả Alnus glutinosa và giác mộc (Cornus), do chúng chỉ chứa 1 hoặc 2 hạt trong quả và nước quả không có màu xanh lục. Xi-rô của nó được cho là có mùi vị khó chịu và khó uống. Độc tính của nó làm cho nó trở thành một loại thảo dược đầy rủi ro và nó không còn được sử dụng nữa. R. prinoides được gọi là gesho ở Ethiopia, nơi nó được sử dụng để làm một loại rượu mật ong gọi là tej. Loài R. alaternus cũng cho thấy một số hứa hẹn trong việc sử dụng làm thuốc.

## Hình ảnh

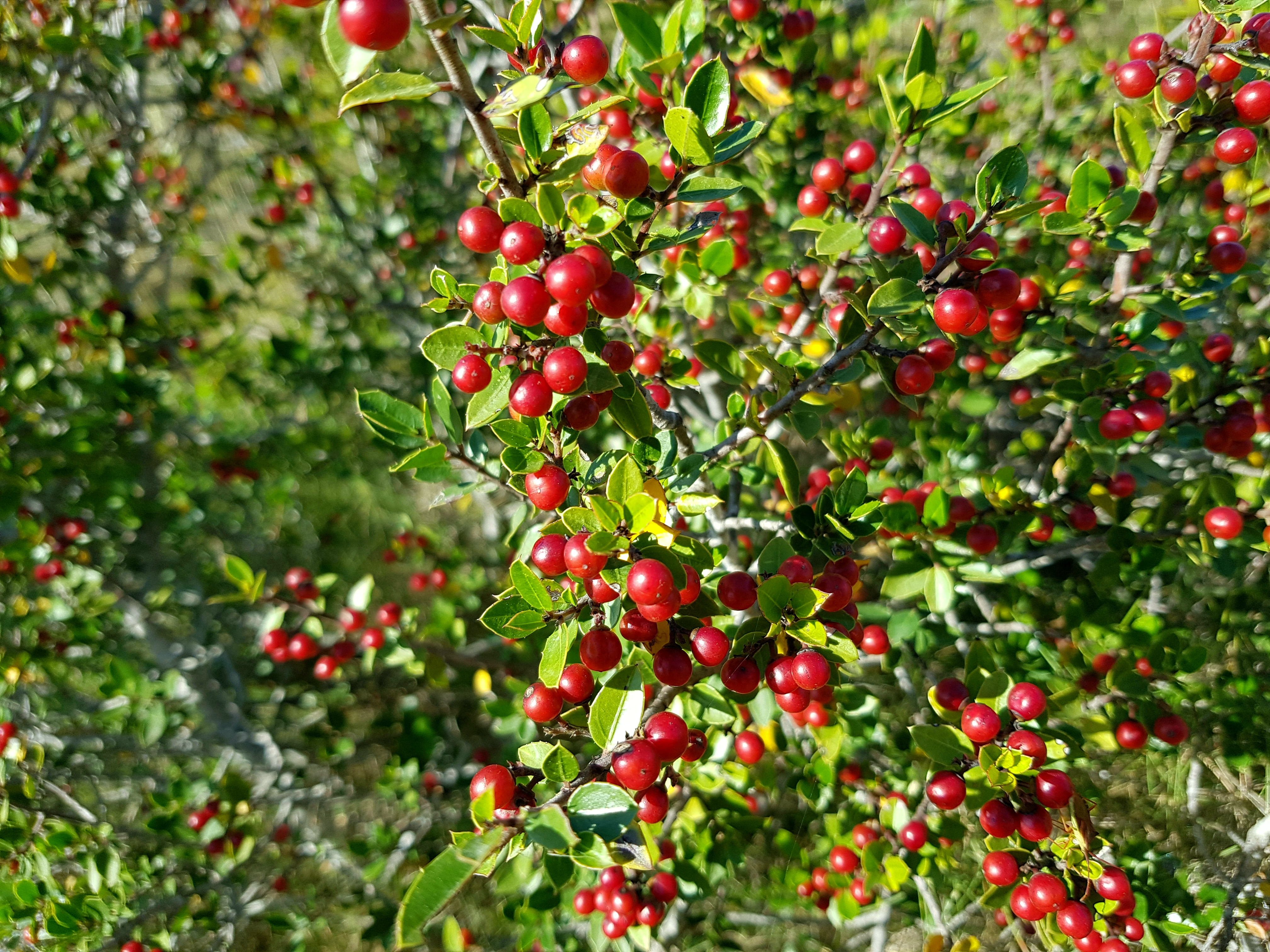
Rhamnus alaternus
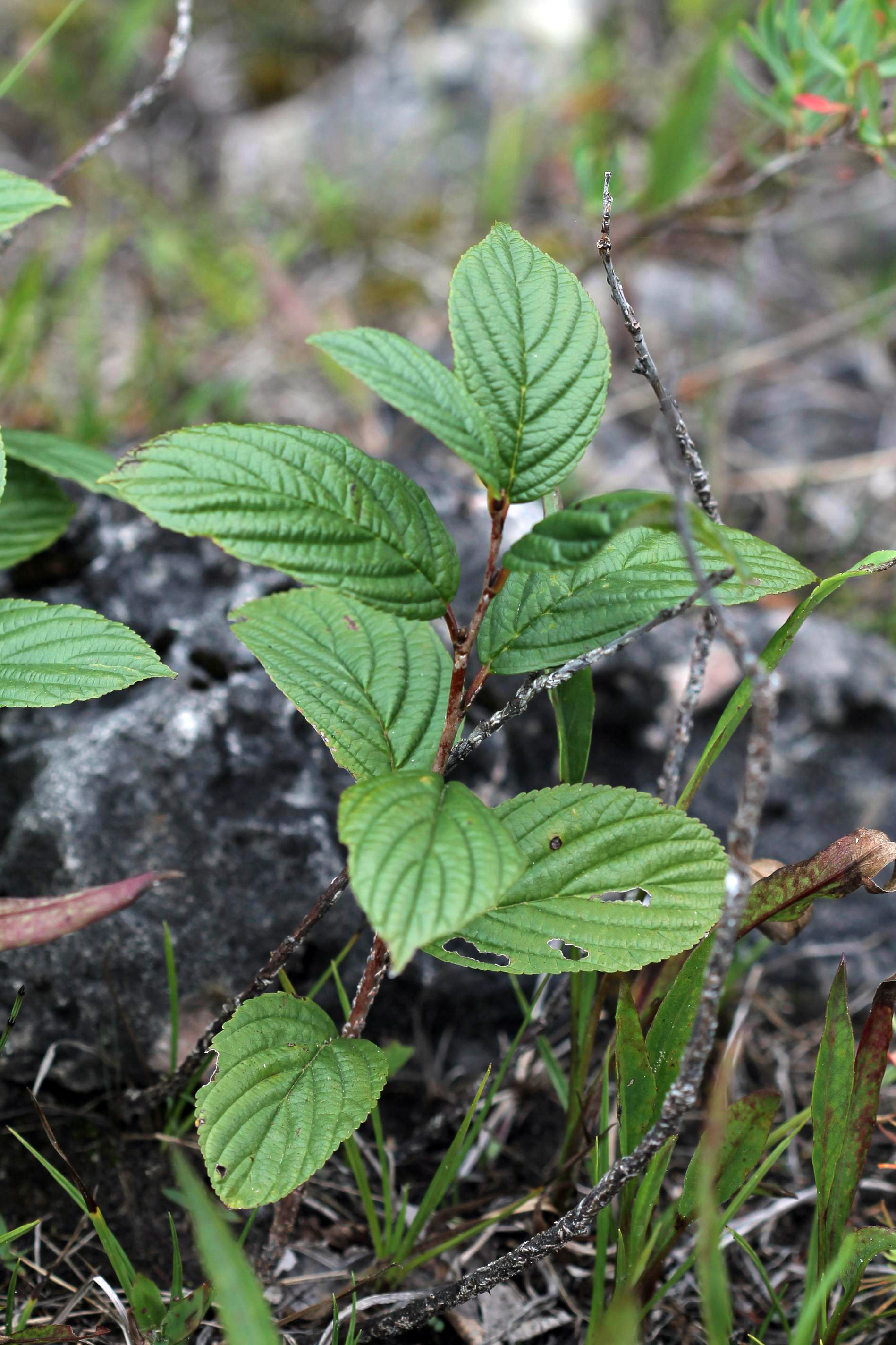
Rhamnus alnifolia
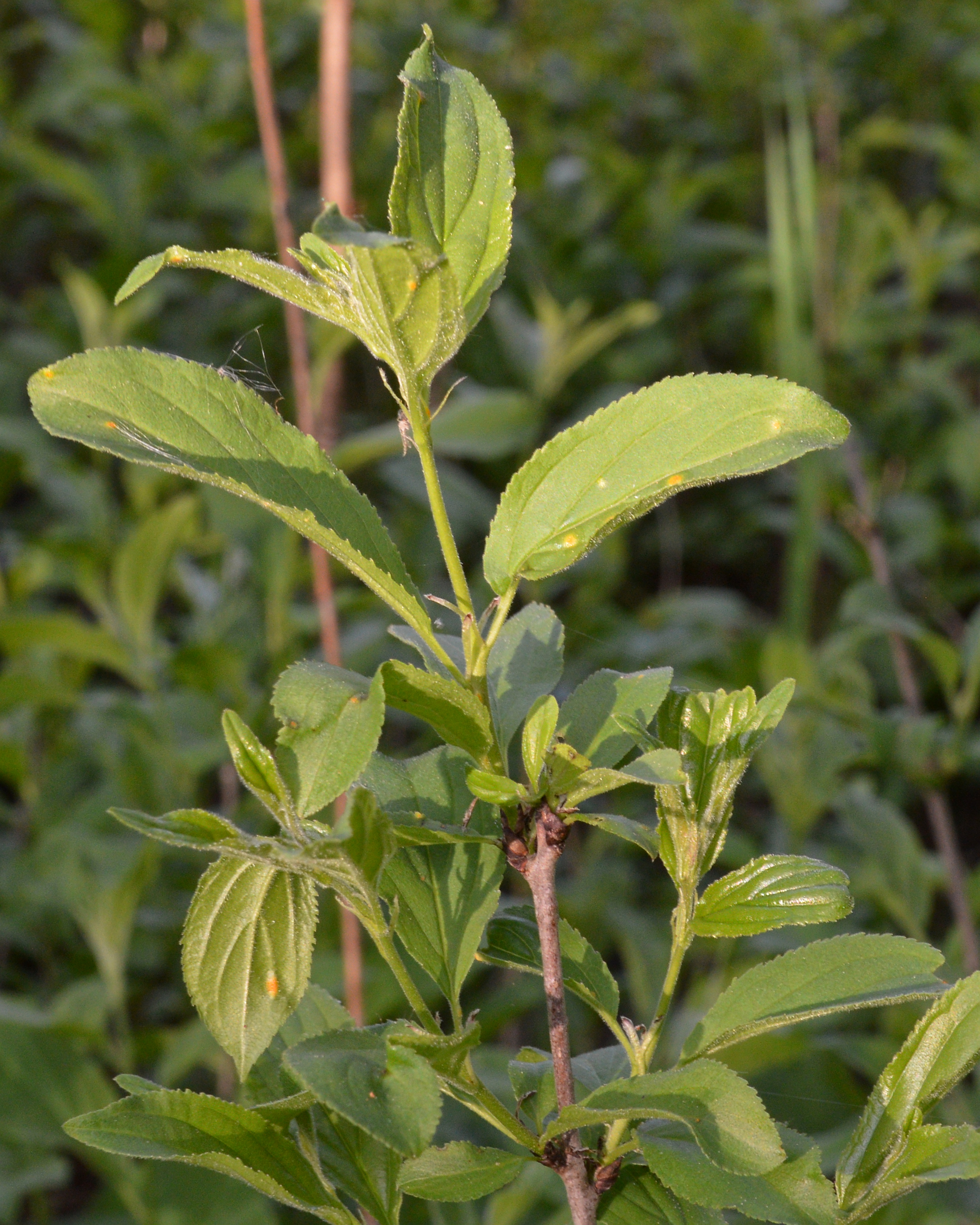
Rhamnus cathartica
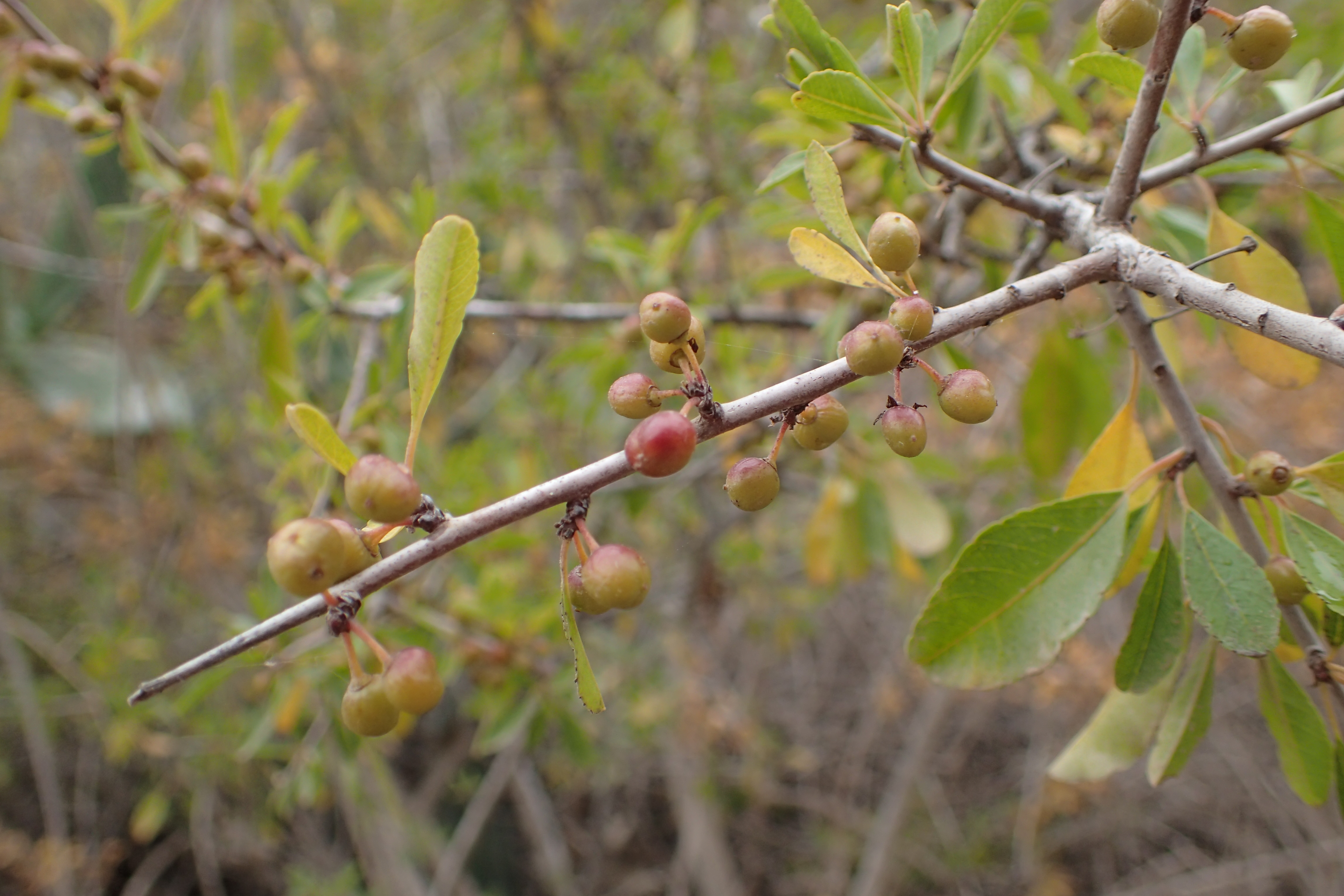
Rhamnus crenulata
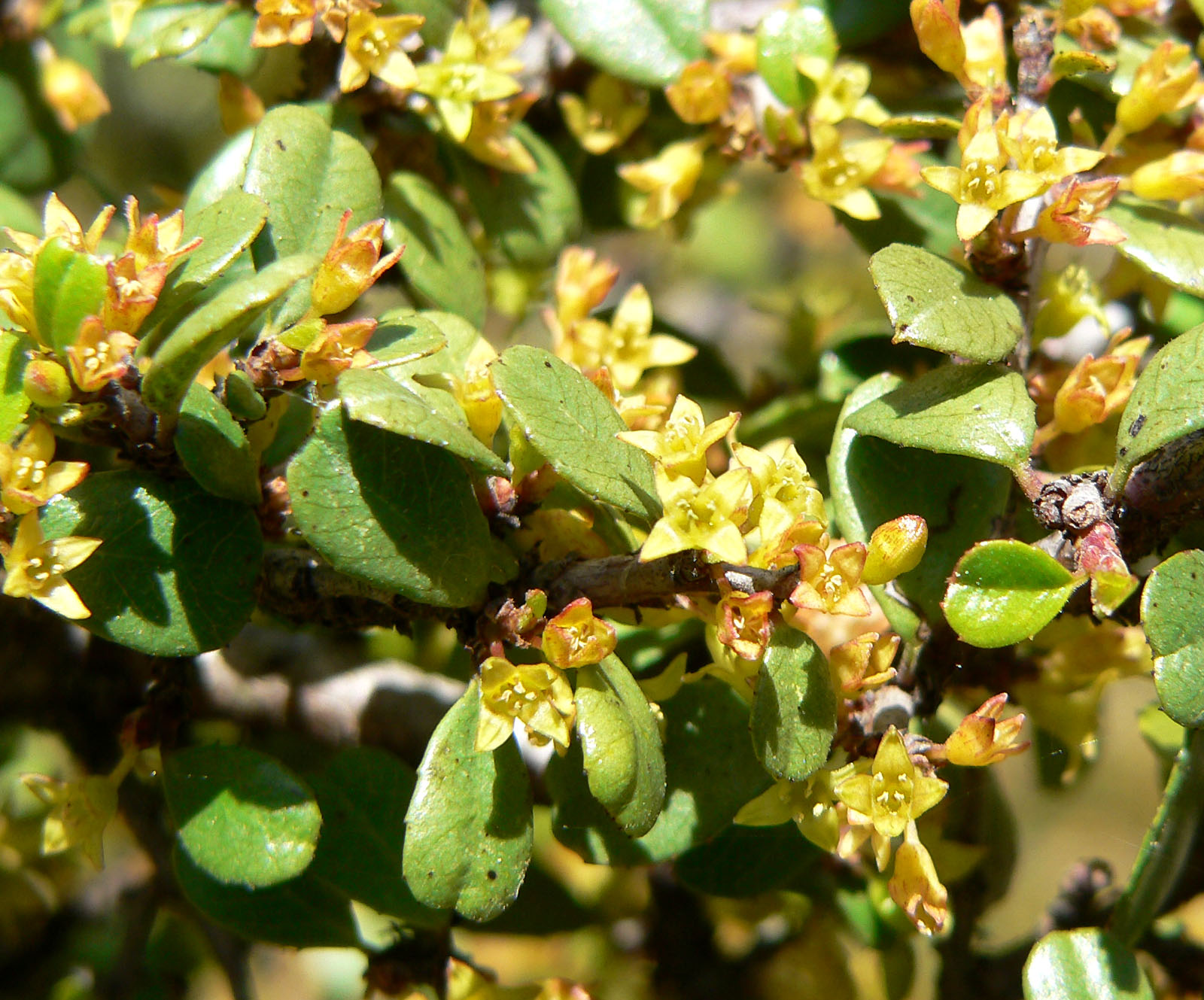
Rhamnus crocea
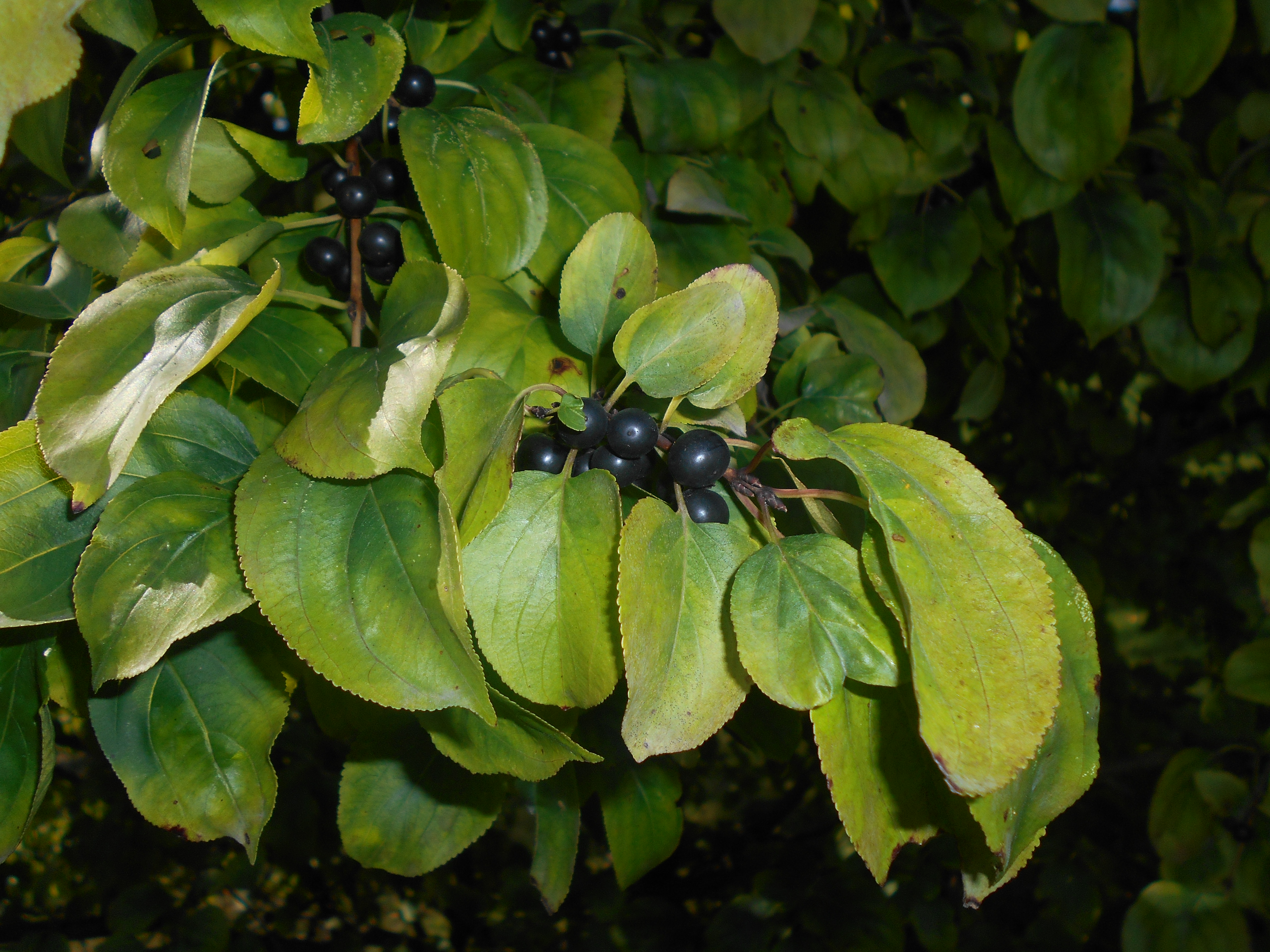
Rhamnus dauurica
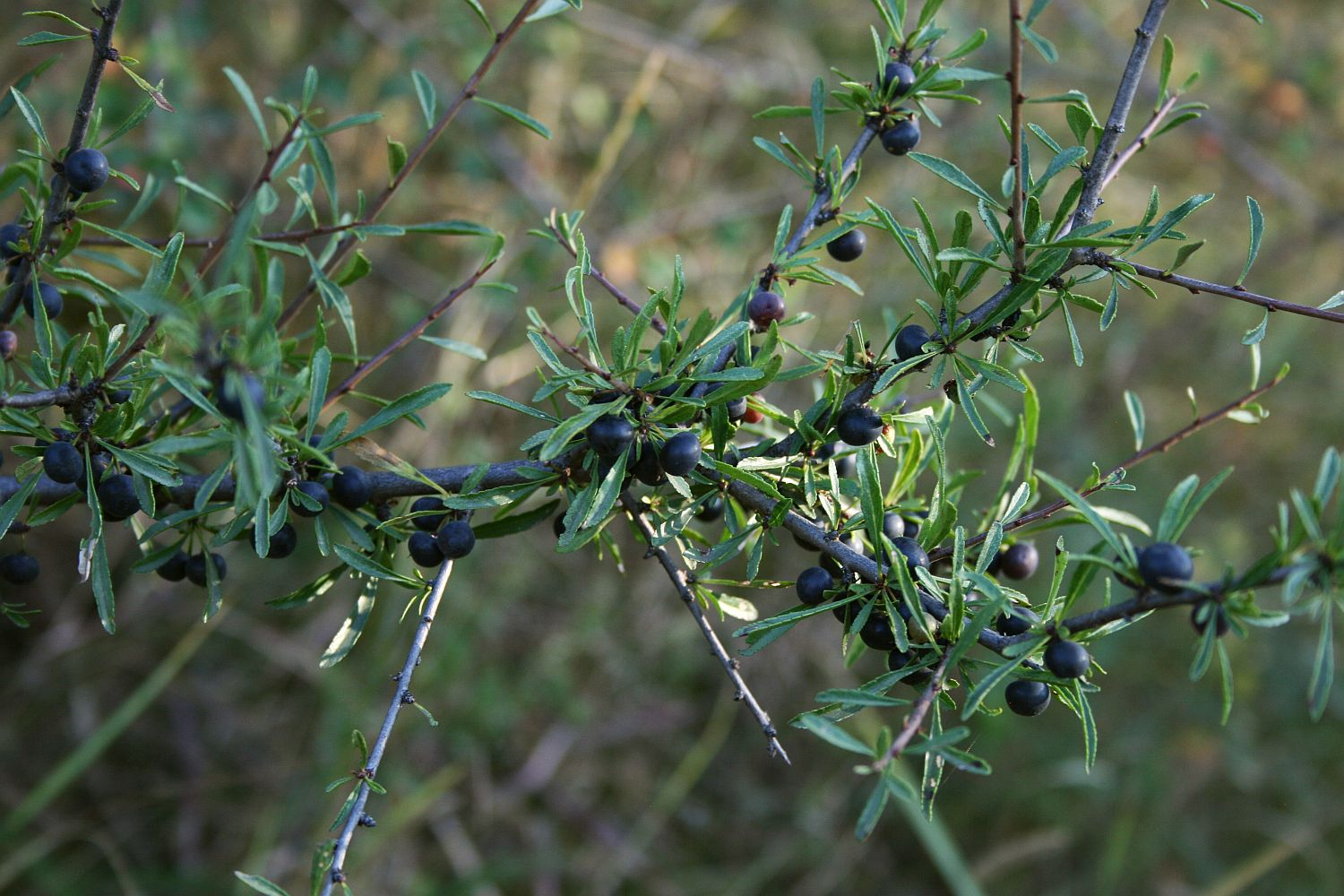
Rhamnus erythroxyloides
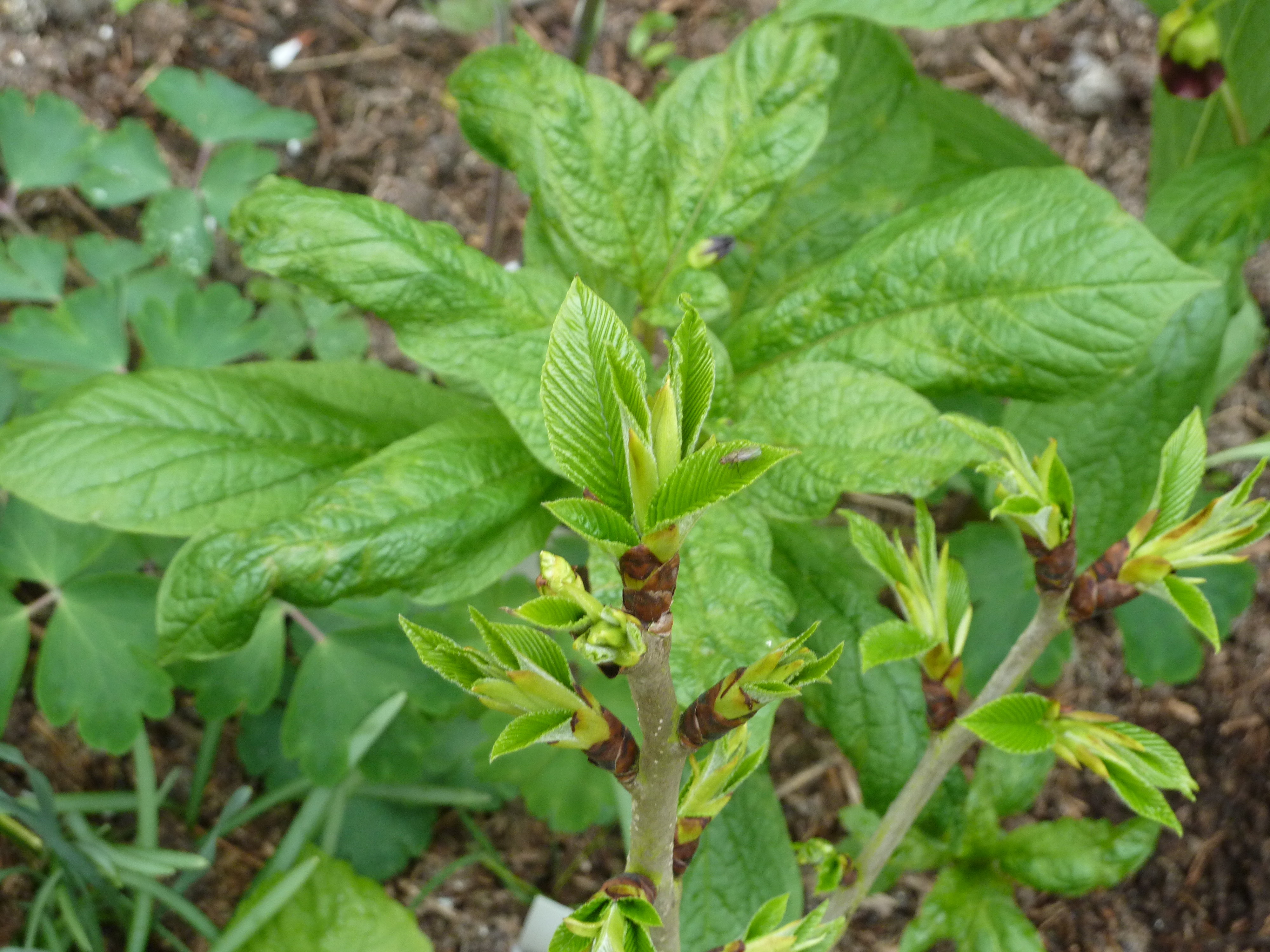
Rhamnus imeretina
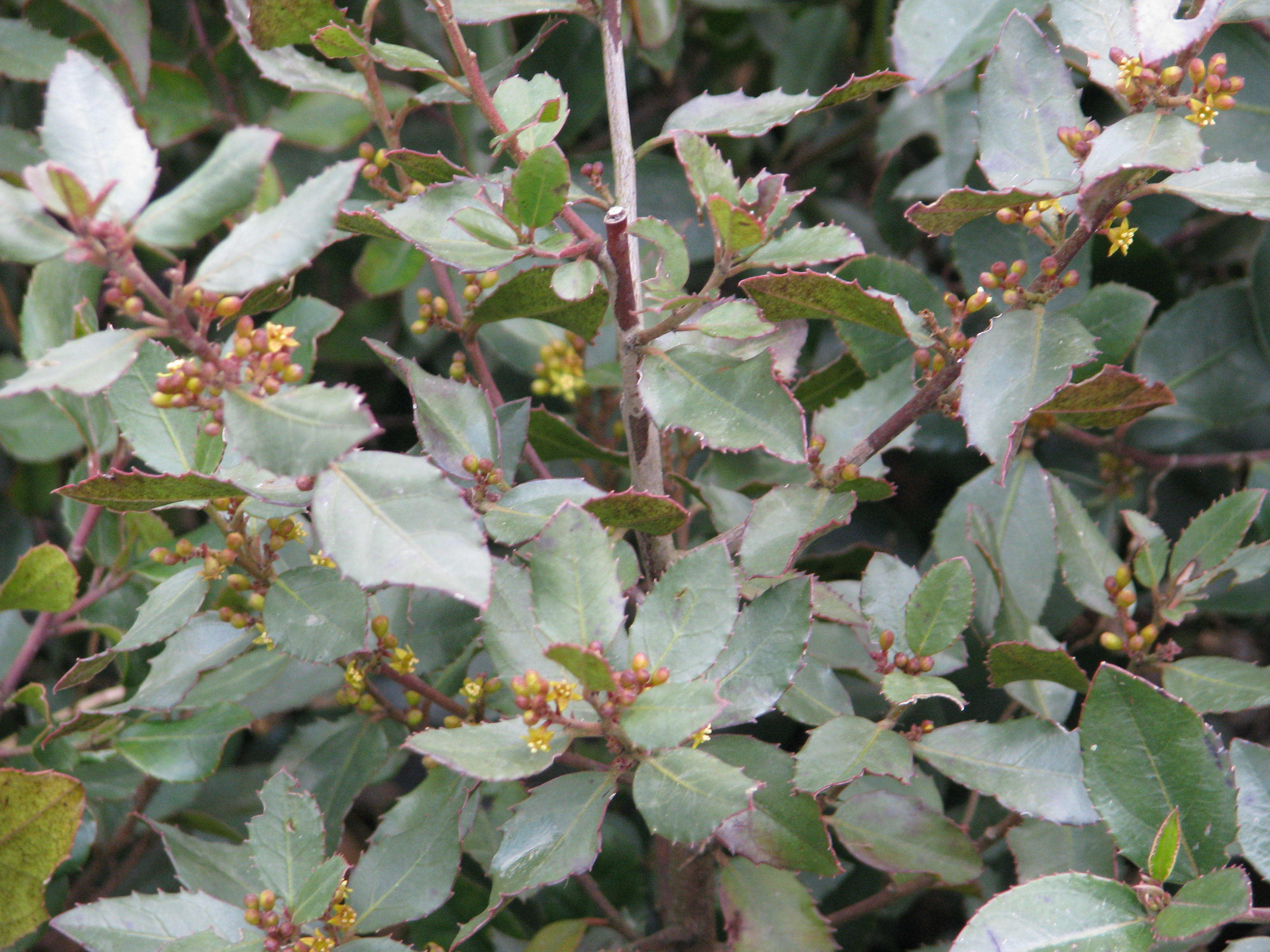
Rhamnus ludovici-salvatoris
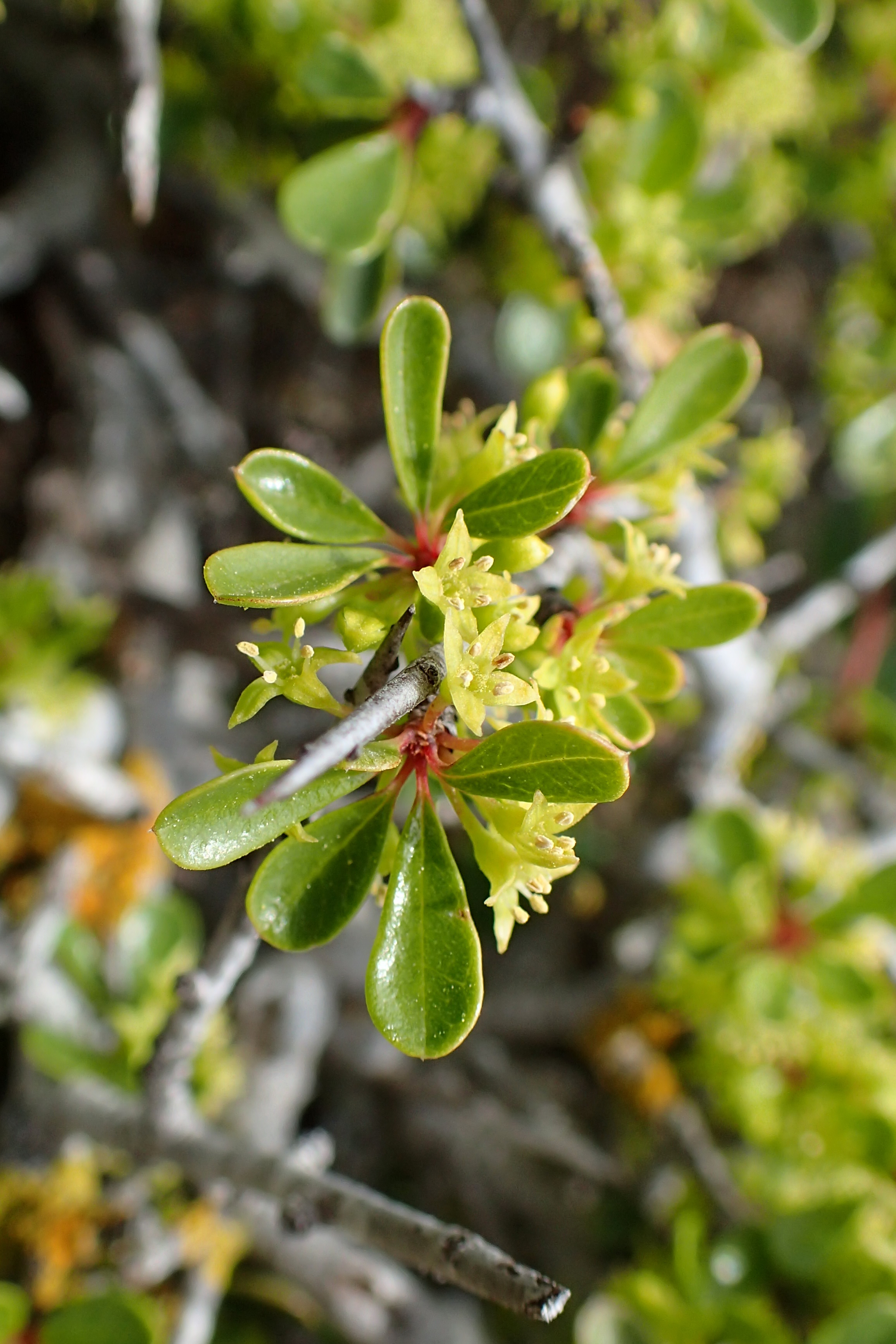
Rhamnus lycioides
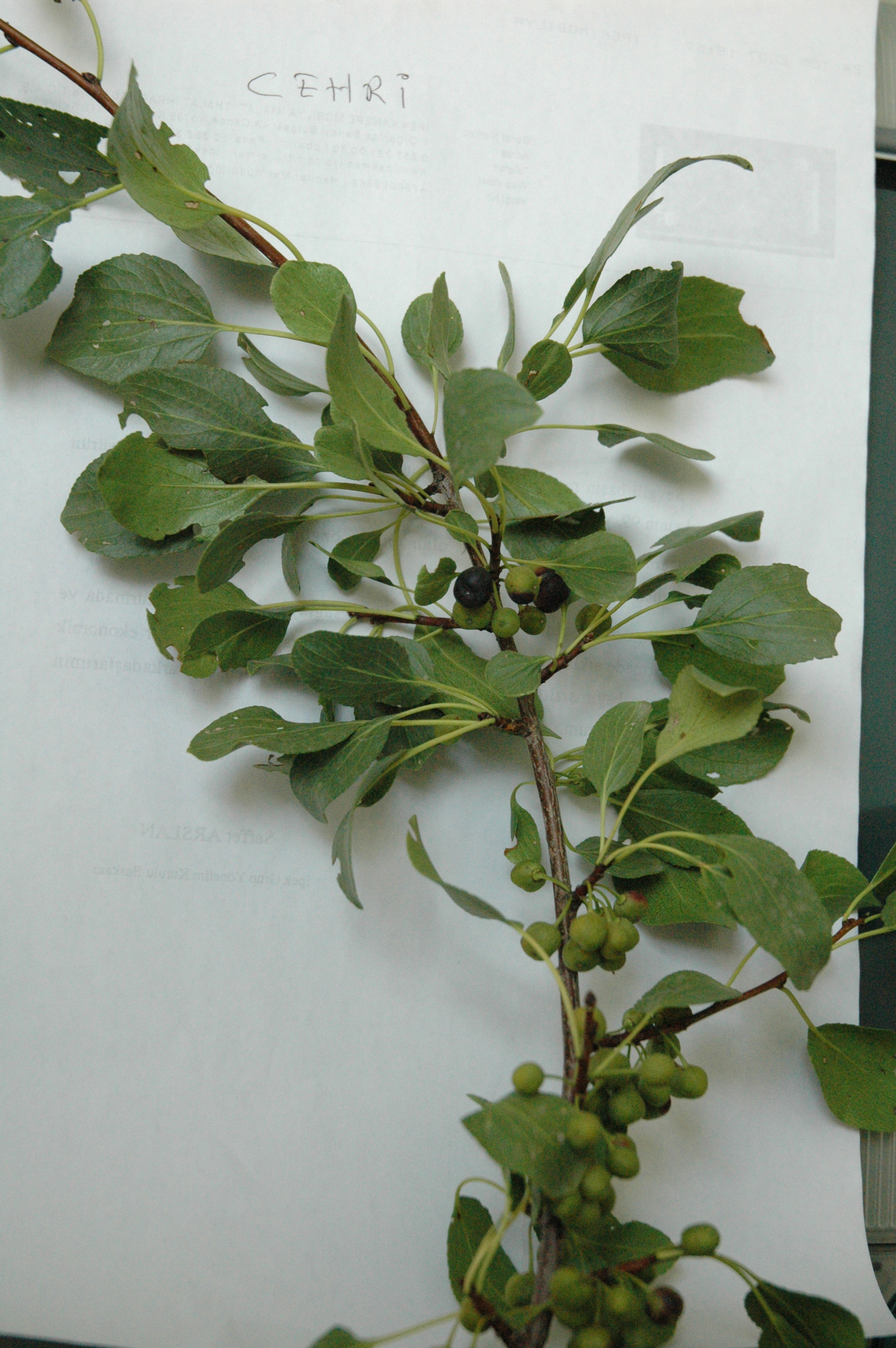
Rhamnus petiolaris
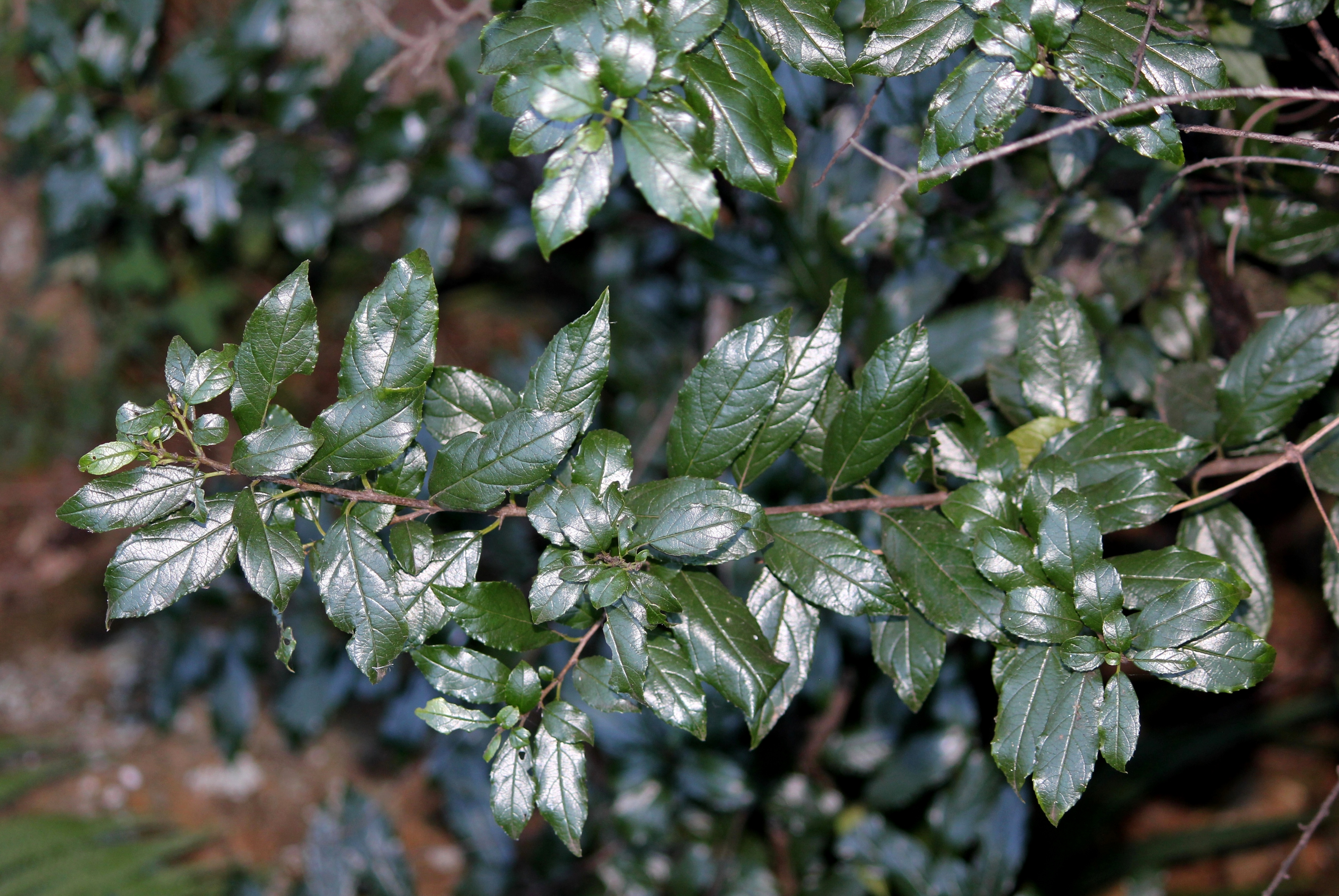
Rhamnus prinoides
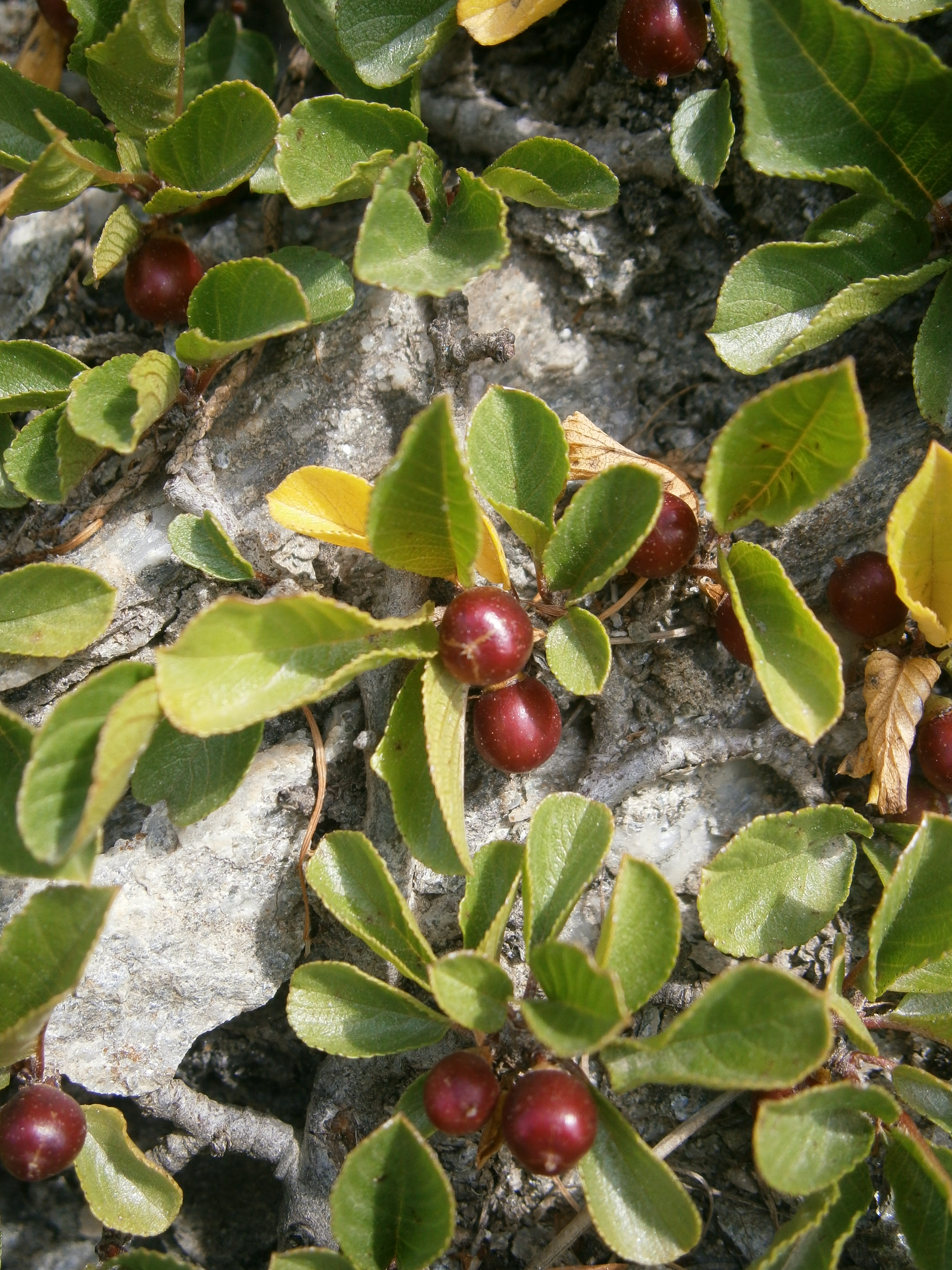
Rhamnus pumila
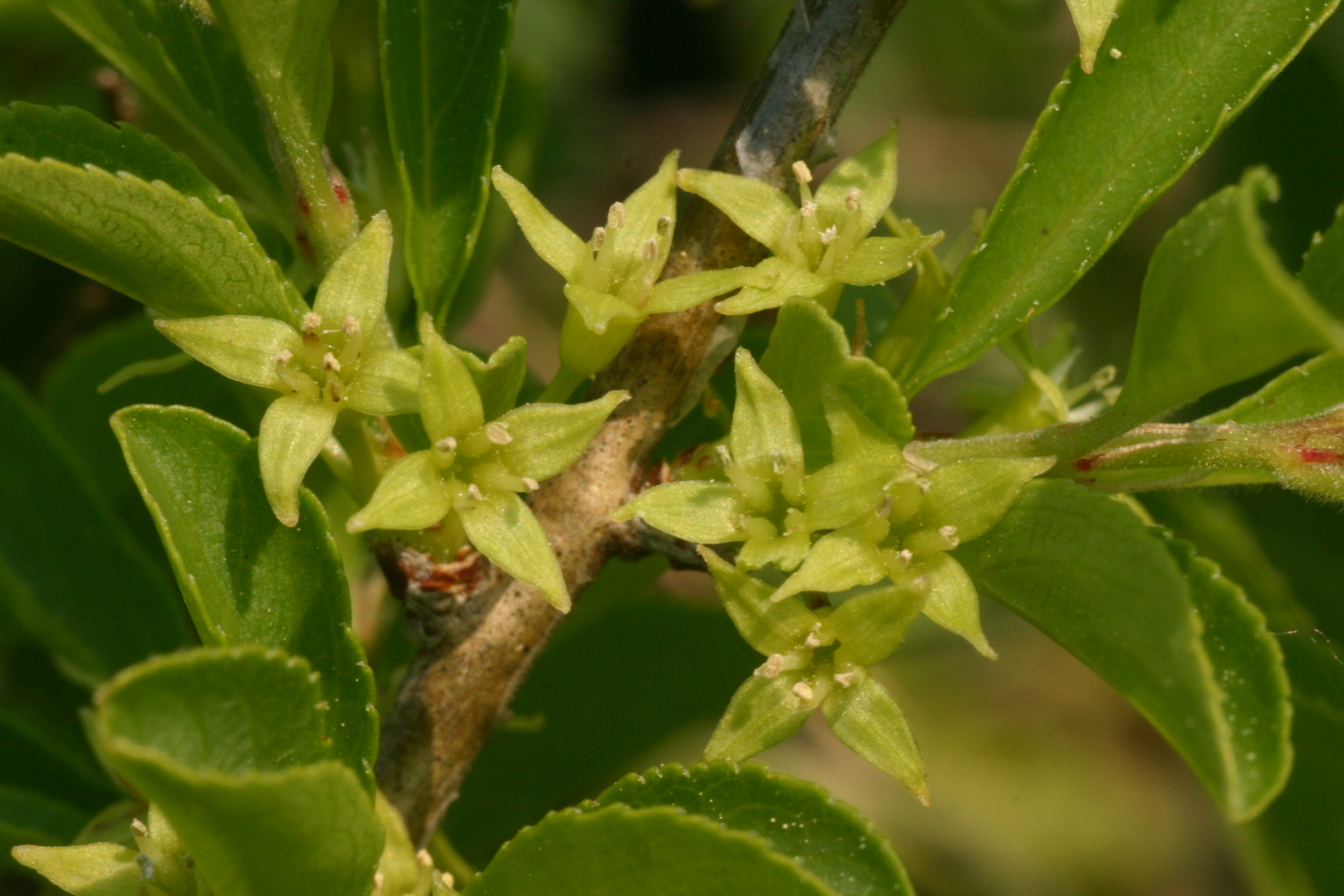
Rhamnus saxatilis
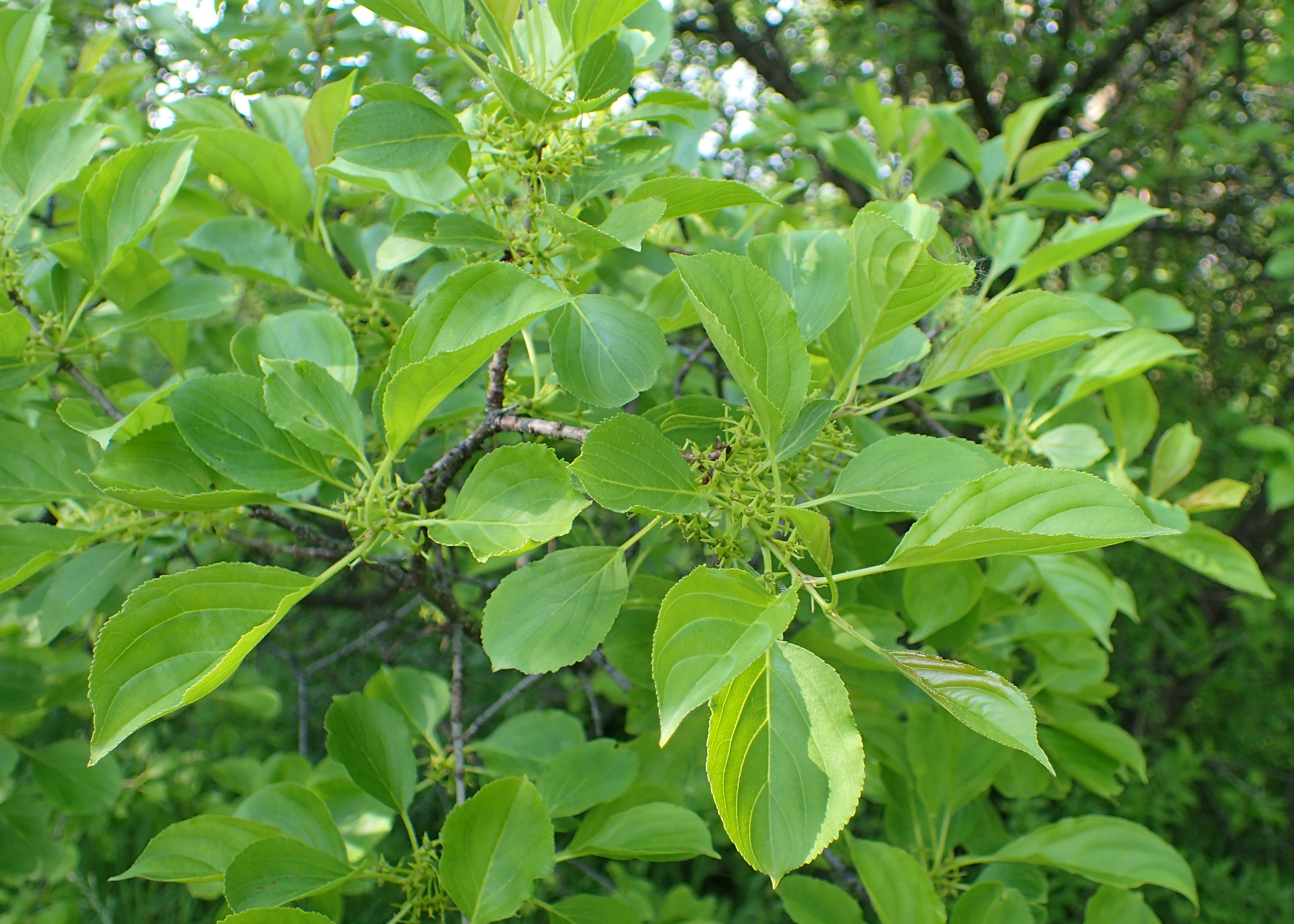
Rhamnus utilis